# Salvatore Raiti
Salvatore Raiti (Catania, 11 gennaio 1965) è un politico e avvocato italiano.

## Biografia
Nato a Catania, dopo la laurea in giurisprudenza conseguita nel 1989, svolge l'attività di avvocato ed inizia la sua attività politica nel 1992 raccogliendo le firme a favore del referendum proposto da Mariotto Segni ed aderendo al Patto Segni.
Dal 1995 al 1998 è magistrato onorario presso la Pretura Circondariale di Catania.
Nel 1996 è candidato alle elezioni regionali in Sicilia con Rinnovamento Italiano, non venendo eletto.
Aderisce all'Italia dei Valori-Lista Di Pietro, diviene coordinatore provinciale di Catania ed è tra i fondatori de I Democratici di Romano Prodi.
Nel maggio del 2000, l'Italia dei Valori abbandona i Democratici e Raiti diventa coordinatore Regionale della Sicilia e componente dell'esecutivo nazionale del Partito guidato da Antonio Di Pietro.
Alle elezioni regionali in Sicilia del 2001 viene eletto, per l'IdV, deputato all'Assemblea Regionale Siciliana nel collegio di Catania raccogliendo 1.743 preferenze, divenendo componente della Commissione Territorio.
Alle elezioni politiche del 2006 viene eletto alla Camera dei deputati nella lista dell'Italia dei Valori nella Circoscrizione Sicilia 2. Durante il mandato parlamentare è stato componente della Commissione Bilancio e segretario del Comitato per la legislazione.
Nel settembre del 2007 lascia l'Italia dei Valori per aderire al Partito Democratico.
Alle primarie del PD del 14 ottobre 2007, sostiene la candidatura a Segretario Nazionale di Walter Veltroni venendo eletto all'Assemblea Costituente del Pd. Nello stesso anno diventa Presidente dell'associazione "Italiani per l'Europa".
Alle elezioni politiche del 2008 è candidato alla Camera dei deputati nella lista del Partito Democratico nella Circoscrizione Sicilia 2 ed è il primo dei non eletti.
Alle elezioni politiche del 2013 è candidato al Senato della Repubblica nella circoscrizione Sicilia con la lista "Scelta Civica per l'Italia" ma non viene eletto.
Da deputato in quiescenza continua la sua attività per la rivalutazione del territorio diventando nel 2014 Presidente della Federazione di associazioni ed imprese "Next Sicilia Inform@", che si occupa della produzione di eccellenze territoriali del Meridione d'Italia.